# Ciclabile delle Dolomiti
La pista ciclabile delle Dolomiti, o Lunga via delle Dolomiti  (in tedesco Dolomiten-Radweg) è un lungo percorso ciclo-pedonale che si snoda fra la provincia di Belluno e quella di Bolzano.

## Descrizione

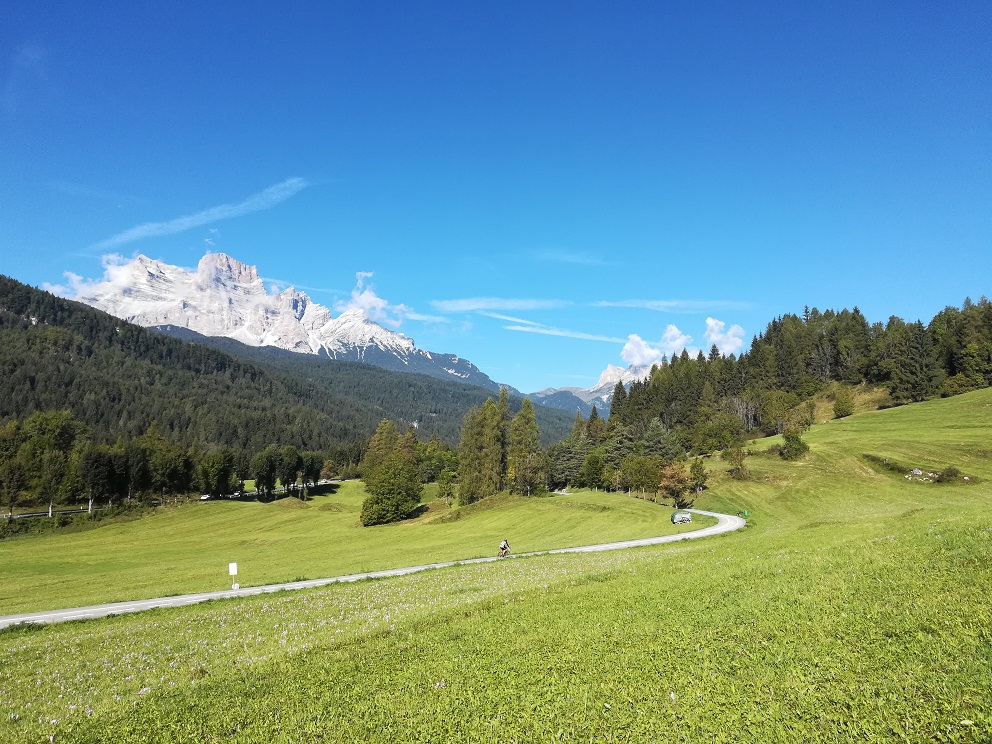
La ciclabile nei pressi di Vodo di Cadore in Oltrechiusa.

Nel tratto da Calalzo di Cadore a passo Cimabanche, ovvero in direzione sud-nord verso Cortina d'Ampezzo, essa prende il nome di "lunga via delle Dolomiti", da un progetto realizzato dalla Comunità montana Centro Cadore e finanziato con i piani europei di collaborazione transfrontaliera tra Italia ed Austria. Il progetto originale prevedeva anche il collegamento tra Calalzo di Cadore (BL) e Sappada (PN).
Essa ripropone in parte il percorso della ferrovia Calalzo di Cadore-Dobbiaco, dismessa nel tratto Cortina d'Ampezzo-Dobbiaco nel 1962 e nel tratto Calalzo-Cortina nel 1964.
La pista ciclabile ripercorre per la maggior parte del percorso il piano stradale della Ferrovia delle Dolomiti, ad eccezione di alcuni brevi tratti in cui la linea correva parallela alla strada (come da San Vito di Cadore a Zuel) o nei pressi dell'ex stazione di Landro, dove, per evitare due attraversarmenti della statale, il percorso ciclabile si discosta leggermente da quello ferroviario. Negli ultimi anni alcune esondazioni dei torrenti nei pressi dell'ex stazione di Carbonin hanno modificato il percorso dell'ex ferrovia anche in quella località. 
La prima parte del percorso, dalla stazione di Calalzo FS (FD) a quella di Cortina, è quasi interamente asfaltata e in parte illuminata artificialmente anche durante le ore notturne. Questa parte del percorso, che risale la Val Boite, è quella con le pendenze meno sensibili, anche se in costante ascesa da Calalzo a Cortina. Particolarmente suggestivo è il tratto che attraversa l'Oltrechiusa dove dalla ciclabile è possibile ammirare il sito UNESCO "Pelmo-Croda da Lago", l'Antelao, le Marmarole e il Sorapiss (che costituiscono una zona di protezione speciale), nonché le Tofane.
La seconda parte del percorso, da Cortina d'Ampezzo a Dobbiaco, è invece caratterizzato da un sentiero in ghiaino battuto, in salita costante del 3,5% da Cortina a Cimabanche, per un lungo tratto all'interno del Parco naturale regionale delle Dolomiti d'Ampezzo. Da questa ex stazione il percorso ridiscende, dapprima con pendenza del 3,5% poi con pendenza più lieve verso la ex stazione di Dobbiaco FD.
Il tracciato segue i bordi di due parchi naturali (il parco naturale Tre Cime e il parco naturale Fanes - Sennes e Braies). Quindi il percorso permette viste dirette ai pendii naturali della val di Landro, e passando accanto al lago di Landro prima e successivamente al lago di Dobbiaco.
Nella tratta Dobbiaco-Cortina, nei mesi invernali lo stesso tracciato è utilizzato come pista di sci da fondo.
La terza parte del percorso è rappresentata dalla ciclabile della Drava, ovvero da Dobbiaco conduce a Lienz in Austria è caratterizzato prevalentemente da tratti asfaltati alternati di tanto in tanto a tratti con ghiaino, e la pista è in costante discesa verso Lienz. Tratto molto facile ed alla portata di qualsiasi cicloturista anche senza particolare allenamento.

## Galleria d'immagini

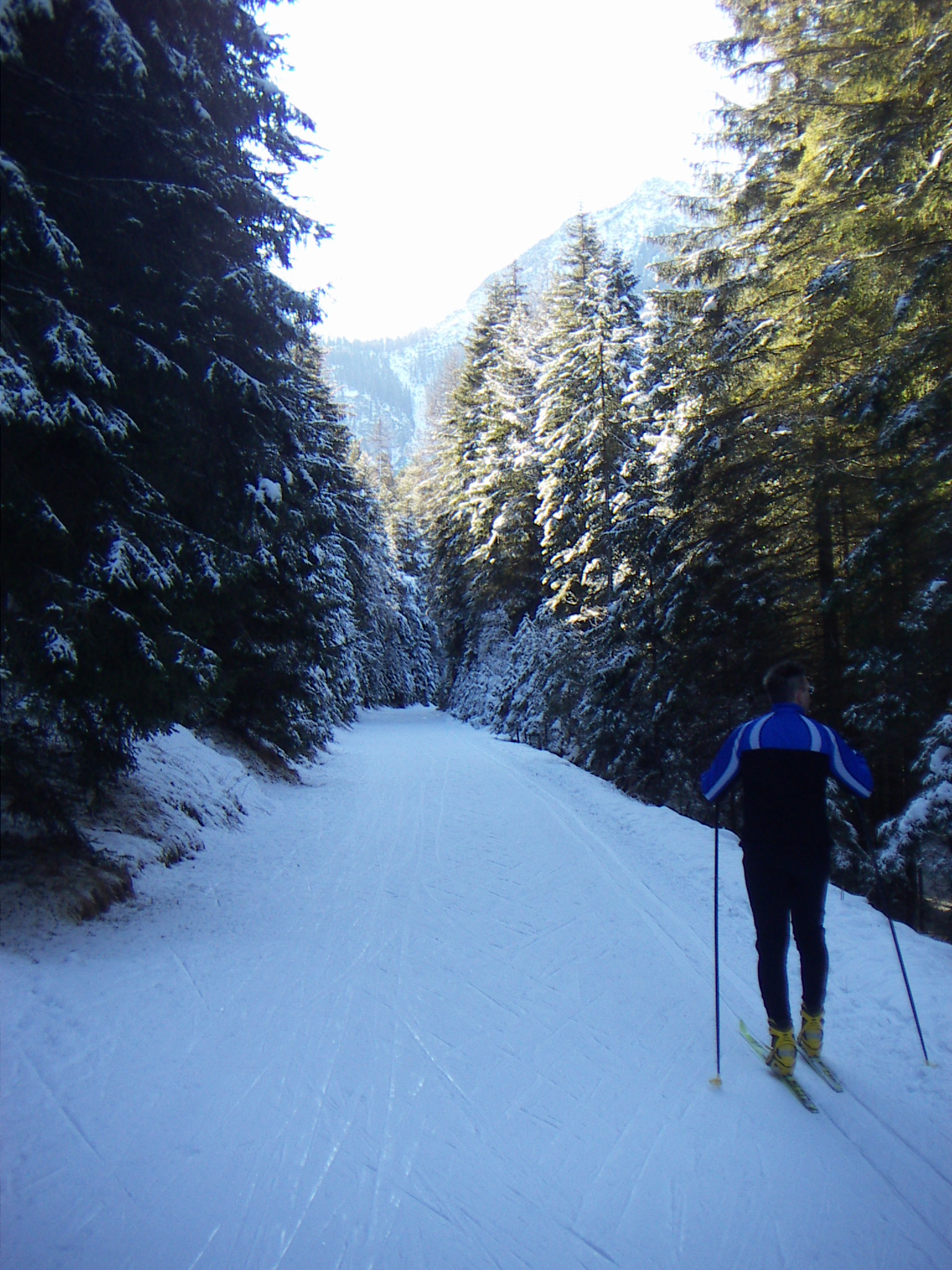
La ciclabile d'inverno, adibita a pista di sci di fondo
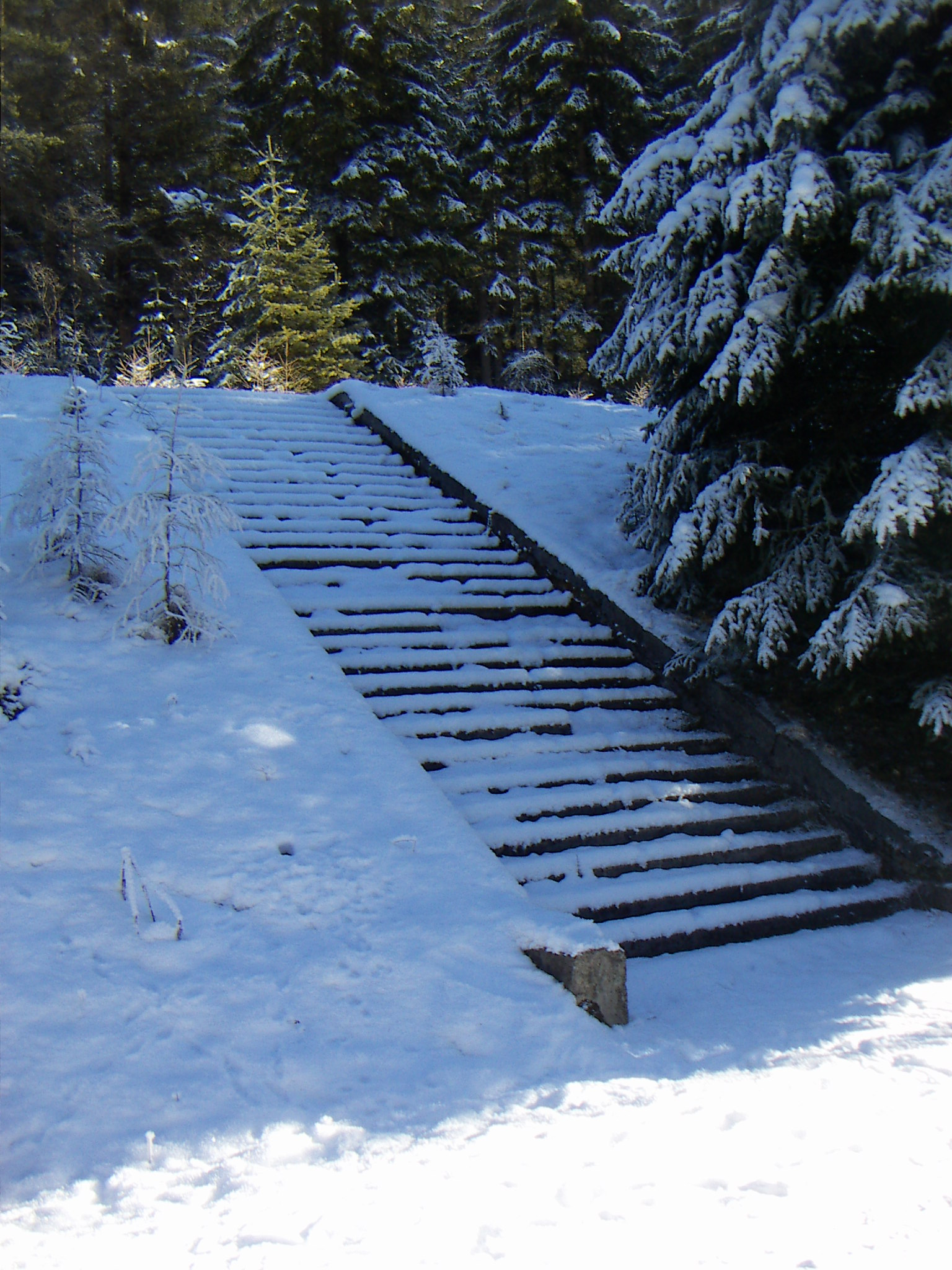
La vecchia stazione di Dobbiaco Lago, presso il lago di Dobbiaco
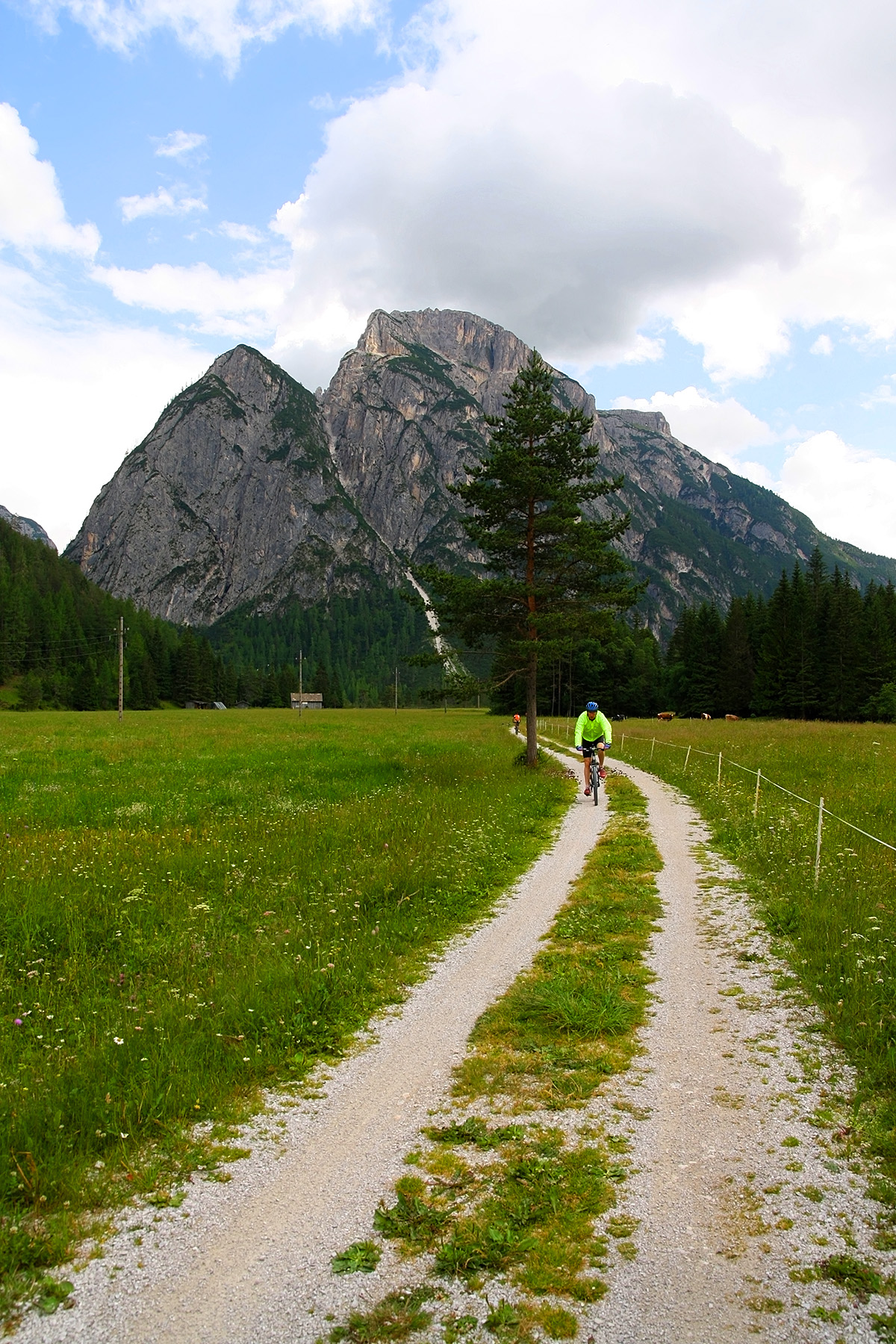
La ciclabile con il monte Piana
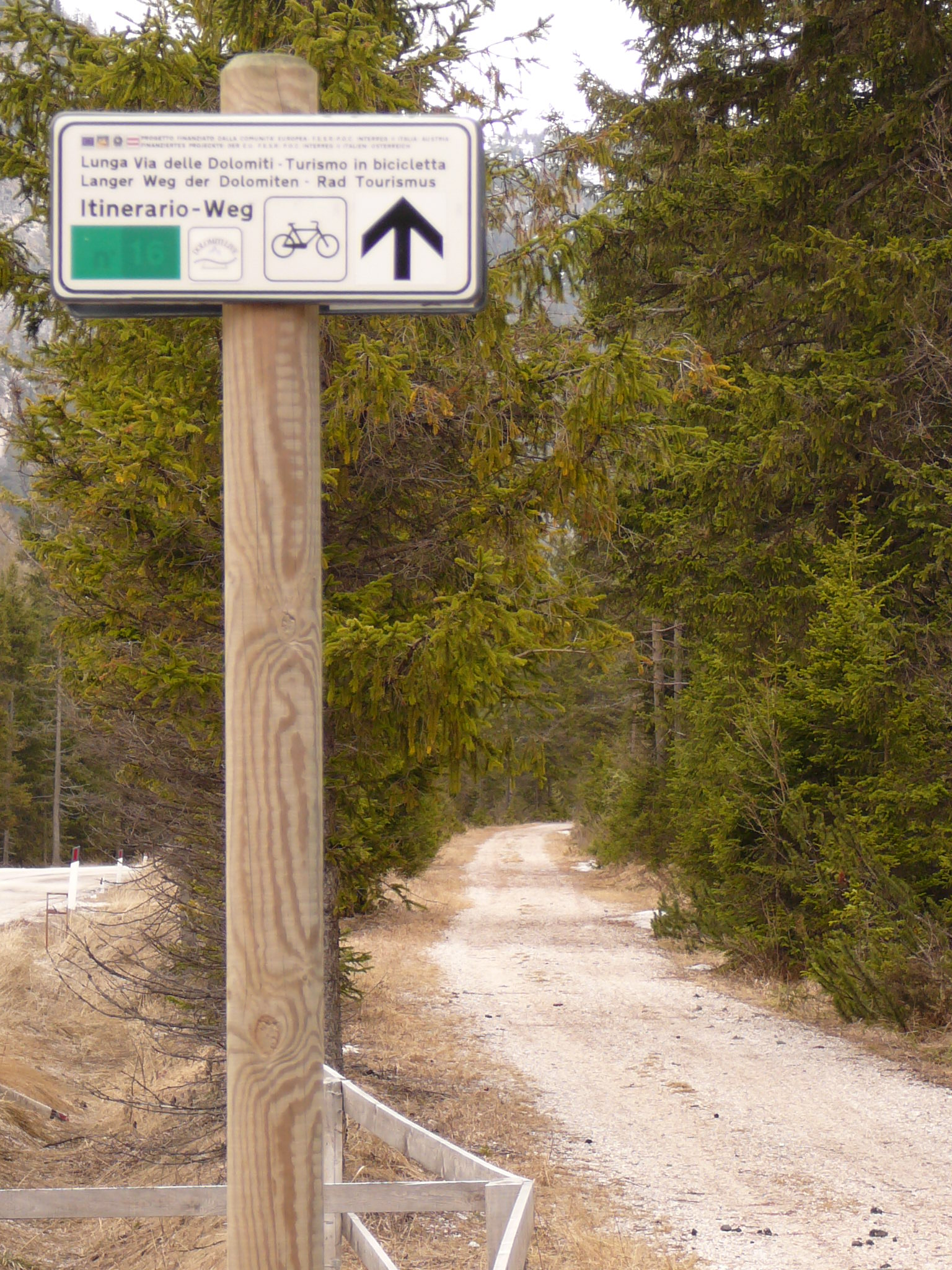
La pista ciclabile al passo Cimabanche
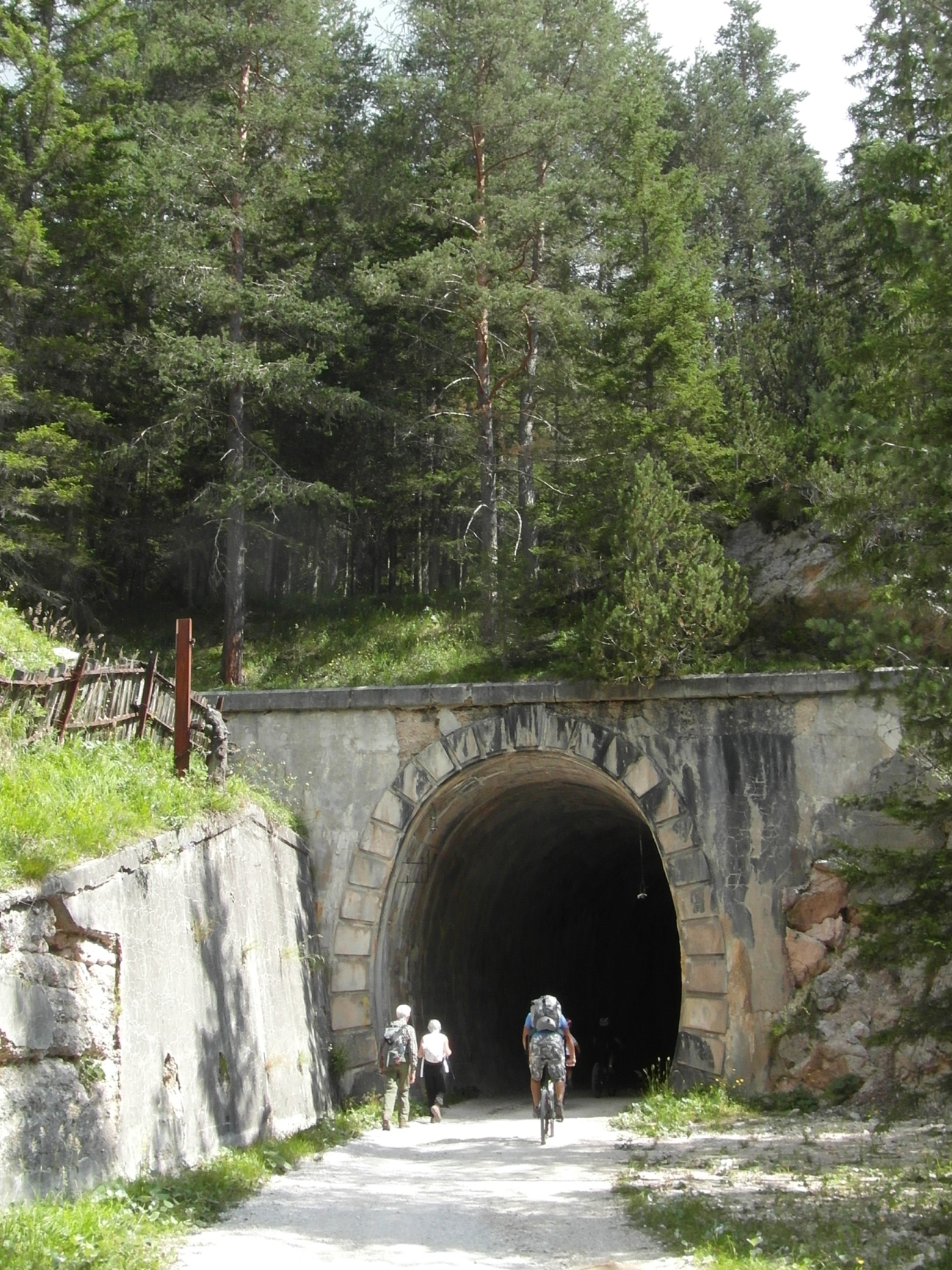
Galleria di Pezovico
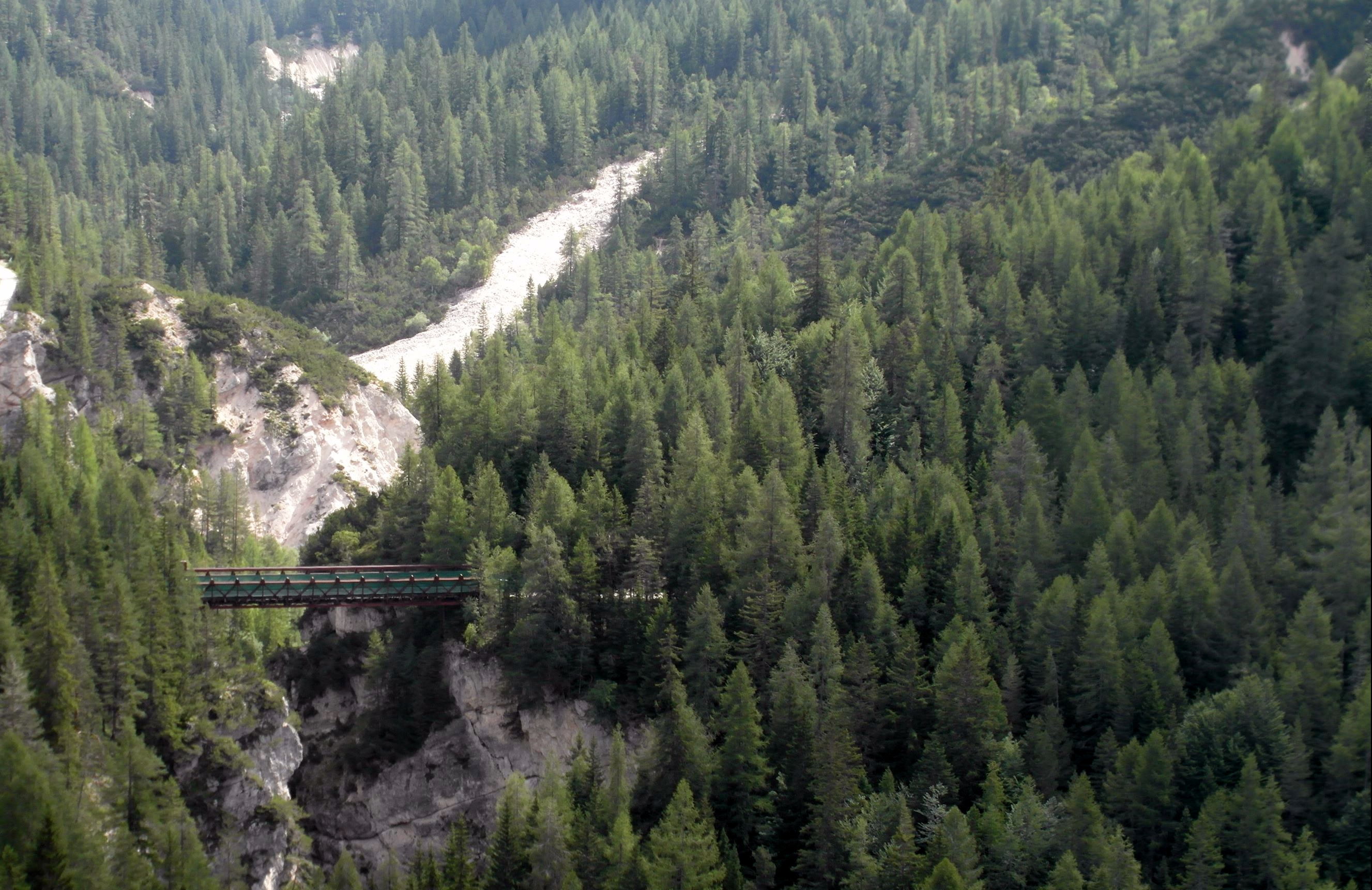
Il ponte sul Felizon